# Provinz Aysén
Die Provinz Aysén (veraltet auch Aisén) ist die größte der vier Provinzen in der chilenischen Región de Aysén. Im Norden grenzt sie an die Región de los Lagos, im Osten an die Provinzen Coyhaique und General Carrera, im Süden an die Provinz Capitán Prat und im Westen an den Pazifik. Die Provinz besteht aus folgenden drei Kommunen: Aysén mit der Provinzhauptstadt Puerto Aisén, Cisnes und Guaitecas.